# Stødhævert
En stødhævert, vandvædder eller hydraulisk vædder er en mekanisk pumpe, der fungerer ved, at vand, på grund af en faldhøjde, presses ind i en vindkedel, hvor det ved hjælp af en kontraventil og på grund af det opbyggede lufttryk bliver presset igennem et stigrør. Cirka 10 % af det tilstrømmende vand kan presses 7 meter op for hver 1 meter faldhøjde.
På grund af sin enkle virkemåde, bruges den i mange sammenhænge rundt omkring i verden lige fra vandtilførsel i haver og parker til overrislingssystemer i den tredje verden.

## Historie
I 1772 opfandt John Whitehurst fra Cheshire i Storbritannien en manuelt styret forgænger for stødhæverten kaldet en "pulsation engine", som blev installeret på Oulton Estate for at løfte vand 4,9 m. I 1783 installerede han endnu en i Irland. Han patenterede den dog ikke, og detaljerne omkring opbygningen er derfor ikke helt kendt, men det vides dog, at den har haft et hulrum til luft.
Den første selvkørende stødhævert blev opfundet af franskmanden Joseph-Michel Montgolfier (bedst kendt som medopfinder af varmluftsballonen) i 1796 til at hæve vand til hans papirmølle i Voiron, Frankrig. Hans ven, Matthew Boulton, tog det britiske patent på hans vegne i 1797. Montgolfiers sønner fik det britiske patent på den forbedrede version i 1816, og dette blev, sammen med Whitehursts design, købt i 1820 af Josiah Easton, en ingeniør fra Somerset, der lige var flyttet til London.
Eastons firma, som hans søn James (1796–1871) arvede, voksede sig stort i 1800-tallet og det blev en af de mere vigtige ingeniørvirksomheder i Storbritannien med en stor fabrik i Erith, Kent. De specialiserede sig i vandforsyning og kloaksystemer i hele verden, samt dræningsprojekter. Eastons havde en god forretning kørende med produktion af stødhæverter til vandforsyning til store engelske country houses, landbrug og landsbysamfund. Nogle af deres installationer fungerede helt frem til 2004, bl.a. i landsbyen Toller Whelme i Dorset. Frem til omkring 1958, hvor hovedvandledninger blev installeret, havde landsbyen East Dundry umiddelbart syd for Bristol tre fungerende stødhæverter.
Firmaet lukkede i 1909, men James R. Easton fortsatte med at producere hæverter. I 1929 blev dette selskab købt af Green & Carter fra Winchester, Hampshire, der producerede og installerede andre typer pumpesystemer.
Det første amerikanske patent blev registreret til Joseph Cerneau (eller Curneau) og Stephen (Étienne) S. Hallet (1755-1825) i 1809. Den amerikanske interesse i stødhæverter blev særligt stor fra omkring 1840, og der blev taget flere patenter og lokale virksomheder begyndte at producere og sælge stødhæverter. Mod slutningen af 1800-tallet blev interessen mindre i takt med at elektricitet og elektriske pumper blev mere udbredte.
Priestly's Hydraulic Ram, bygget i 1890 i Idaho, var en stor stødhævert i USA, der løftede vand omkring 34 m op til vanding. Den er fortsat bevaret, og den er registreret i den amerikanske National Register of Historic Places.
Mod slutningen af 1900-tallet begyndte interessen for stødhæverter atter at blive større, som følge af behovet for bæredygtige teknologier i udviklingslande og ønsket om energibevarelse i industrilandene. Et godt eksempel er Aid Foundation International på Filippinerne, der har vundet en Ashden Award for deres arbejde med at udvikle stødhæverter der nemt kan vedligeholdes, til brug i fjerntliggende landsbyer. Stødhævertprincippet er blevet brugt i nogle af de forslag og ideer der har været til udnyttelsen af bølgeenergi, hvoraf én brug blev diskuteret allerede i 1931 af Hanns Günther i hans bog In hundert Jahren.
Senere hævertdesign i Storbritannien kaldtes compound rams, som blev designet til at pumpe behandlet vand ved brug af en ubehandlet vand-drivkraft, hvilket kan løse nogle af problemerne med drikkevand fra kilder som åbne åer og vandløb.
I 1996 patenterede den engelske ingeniør Frederick Philip Selwyn en stødhævert, hvor udgangsventilen benyttede venturieffekten , og var arrangeret koncentrisk omkring indgangsrøret. Dette design er meget kompakt, og bliver solgt under navnet "Papa Ram Pump".

## Konstruktion og funktion
En traditionel stødhævert har kun to bevægelige dele,
- en fjeder- eller vægtbetjent ”overløbsventil” eller nogle gange betegnet som en ”klapventil” og
-en ”kontraventil”, der styrer udløbet fra hæverten,
hvilket gør den billig at bygge, let at vedligeholde og som samtidig er meget driftssikker.
(Som nævnt ovenfor havde Priestlys hydrauliske hævert ingen bevægelige dele, hvilket er detaljeret beskrevet i 1947 i Encyclopædia Britannica.

### Virkemåde
En forenklet stødhævert er gengivet i billederne nedenfor. I udgangspositionen strømmer vand fra kilden eller et reservoir gennem forsyningsrøret og vandtrykket fra udgangsrøret (3) holder kontraventilen (5) lukket.
- Vandet løber hurtigere og hurtigere gennem forsyningsrøret (1) der får fjederen eller vægten til at løfte sig (4) og lukke for overløbsventilen (2) .
- Når overløbsventilen  (2) er lukket, vil det efterfølgende stigende vandtryk stigende vandtryk åbner for kontraventilen (5), så vand løber ind i vindkedlen (6)
- Vindkedlens modtryk (6) lukker kontraventilen (5) hvorved vandet presses op i i stigerøret (3)

Samtidig opstår der et trykstød som følge af at overløbsventilen lukker, der skaber en trykimpuls tilbage i indløbsrøret, der konverteres til en sugende puls der trækker bagud i indgangsrøret. Denne sugende puls tækker i vægten eller fjederen på overløbsventilen, så den åbnes igen og processen starter forfra.
En trykbeholder (6) med luft dæmper det hydrauliske trykstød, når overløbsventilen lukkes og det forbedrer også pumpeeffektiviteten ved at tillade en mere konstant strøm gennem tilførselsrøret. Selvom pumpen i teorien kan arbejde uden en vindkedel, vil effektiviteten falde drastisk og pumpen vil blive udsat for ekstraordinære belastninger, der betydeligt kan forkorte dens levetid. Et problem skyldes at komprimeret luft henover tid vil forsvinde i vandet indtil der ikke er mere tilbage. En løsning på dette problem er ved at holde luften adskilt fra vandet ved hjælp af en elastisk membran (svarende til en ekspansionsbeholder). Denne løsning vil dog være problematisk for ulande, hvor det er svært at skaffe reservedele. En anden løsning er indsættelse af en art vakuum luftventil tæt ved kontraventilen mod stigerøret. Den vil kunne trække lidt luft ind hver gang kontraventilen lukker og hvor der opstår et delvist vakuum. En anden løsning kan bestå i at tage slangen fra et bil- eller cykeldæk med lidt luft i og placere det med lukket ventil. Slangen vil så kunne fungere på samme måde som med en membran, men med et mere udbredt og tilgængeligt materiale. Luften i slangen vil kunne dæmpe vandets stød på samme måde som i de andre konfigurationer.

### Effektivitet
Den typiske energieffektivitet er 60 %, men op til 80 % er mulig. Dette skal ikke sammenblandes med den volumenmæssige effekt, der relaterer sig til den mængde vand der bliver leveret fra kilden.
Størrelsen af den mængde vand der er tilgængelig ved leveringsstedet vil blive reduceret af forholdet mellem leveringshovedet og forsyningshovedet. Hvis kilden fx er 2 meter over stødhæverten og vandet løftes 10 meter over denne, vil kun 20 % af det brugte vand blive leveret og de 80 % vil løbe ud af overløbsventilen. Det faktisk leverede vand vil også blive yderligere reduceret af faktoren for energieffektivitet. Hvis energieffektiviteten i det førnævnte eksempel er 70%, vil der blive leveret 70 % af de 20 %, dvs. 14 %. Hvis man har et 2-til-1 forsyningshoved i forhold til leveringshovedet og 70% effektivitet, vil det leverede vand udgøre 70 % af 50 %, svarende til 35 % i eksemplet. Meget høje forhold mellem leverings- og forsyningshovederne vil resultere i lavere energieffektivitet. Leverandørerne vedlægger som regel tabeller der angiver de forventede volumenforhold baseret på faktiske test.

### Udformning af forsynings- og stigerøret
Da både effektiviteten og driftsikkerheden afhænger af vandets bankende effekt, er udformningen af forsyningsrøret vigtig. Det bør være mellem 3 og 7 gange længere end den lodrette afstand mellem kilden og hæverten. Kommercielle hæverter kan have et indgangsbeslag, der er tilpasset den optimale hældning. Diameteren på forsyningsrøret bør normalt svare til diameteren på hævertens indgangsbeslag, som på side er baseret på hævertens pumpekapacitet. Stigerøret bør være af ensartet diameter og materiale; og skal være så lige som mulig. Hvis det er nødvendigt at bøje det, bør det være med bløde kurver med stor diameter. Selv store spiraler kan benyttes, men knæk (skarpe vinkler) skal undgås. PVC rør fungerer i nogle installationer, men stålrør foretrækkes, selv om de er meget dyrere. Hvis der benyttes ventiler skal det vær nogle, der giver mulighed for et frit gennemløb, som fx en kugleventil eller klapventil.
Stigerøret er mindre kritisk fordi trykbeholderen forhindrer vandets hamrende effekt i at bevæge sig opad. Rørets samlede udformning skal afstemmes efter det tilladte trykfald baseret på det forventede gennemløb. Den typiske rørstørrelse er ca. halvdelen af forsyningsrørets, men for meget lange længder kan en større størrelse benyttes. PVC rør og eventuelle ventiler er ikke noget problem.

### Start af drift
En nyopført stødhævert eller en hævert der er stoppet med at fungere, vil starte automatisk hvis overtryksventilens ventilvægt eller fjeder er justeret korrekt, men den kan genstartes på følgende måde:Hvis overløbsventilen er i den løftede (lukkede) position, skal den manuelt presses ned indtil åbne position og derefter slippes. Hvis gennemløbet er tilstrækkeligt, vil den bevæge sig mindst en gang. Hvis den ikke fortsætter med at bevæge sig, skal man fortsætte med at presse den ned, indtil den bevæger sig af sig selv, sædvanligvis efter tre eller fire manuelle omgange. Hvis hæverten stopper med overløbsventilen nede (i åben position), skal den manuelt løftes op i så lang tid, så forsyningsrøret er fyldt med vand og eventuelle luftbobler har bevæget sig op gennem forsyningsrøret til kilden. Det kan tage nogen tid afhængig af forsyningsrøret længde og diameter. Derefter kan den startes manuelt ved at åbne overløbsventilen som beskrevet ovenfor. Hvis man har en ventil på stigerøret, er det lettere at starte stødhæverten. Man lukker for ventilen indtil stødhæverten kører af sig selv. Derefter lukker man gradvist op for ventilen på stigerøret. Åbnes det for hurtigt, kan processen gå i stå. Når stigerøret er fyldt helt op, kan ventilen på stigerøret forblive åben.

### Almindelige driftsproblemer
Svigtende levering af vand fra stigerøret kan skyldes forkert justering af overløbsventilen, for lidt luft i vindkedlen (trykbeholderen) eller forsøg på at levere vandet til et højere niveau, end det stødhæverten er i stand til.
Stødhæverten kan blive beskadiget ved frost om vinteren eller tab af luft i trykbeholderen, der kan medføre for stor belastning på hævertens enkelte dele. Disse fejl kan kræve svejsning eller andre reparationsmetoder og måske udskiftning af enkelte dele på stødhæverten.
Det er ikke ualmindeligt, at stødhæverten lejlighedsvis kræver en genstart. Driften kan stoppe på grund af dårlig justering af overløbsventilen eller utilstrækkelig vandgennemstrømning ved kilden. Luft kan trænge ind i hæverten, hvis ikke forsyningsvandstanden mindst er et par centimeter over tilslutningsrørets indgangsende. Andre problemer kan være blokerede ventiler med snavs eller fejlagtig installation, som fx brug af et tilslutningsrør med uens diameter eller materiale med skarpe bøjninger eller med ru inderside. Det kan også være for lange eller for korte rør, rør der er faldet af eller rør fremstillet af for blødt materiale.